# Les Pissenlits
Les Pissenlits (en russe : Одуванчики) est un tableau du peintre russe Isaac Levitan (1860-1900), réalisé en 1889. C'est une nature morte présentant des fleurs de pissenlits dans un vase. Ses dimensions sont de 59 × 42,5 cm.
Le tableau appartient aux collections du musée des Beaux-Arts de la ville de Tcheboksary, capitale de la république de Tchouvachie dans la fédération de Russie (inventaire no РЖ-84). 

## Histoire
Les Pissenlits est une des compositions les plus populaires parmi les tableaux d'Isaac Levitan. Elle a été réalisée en 1889, à l'époque où le peintre vit dans une petite maison dans la ville de Ples, sur la Volga. C'est une époque durant laquelle il vit avec son élève Sofia Kouvchinnikova. Au retour de leurs promenades, ils rapportent des bouquets de différentes couleurs et créent des natures mortes similaires en quelques heures. 
Avant 1921, ce tableau semble avoir été dans une collection privée. Il aurait été réquisitionné pendant la guerre civile russe par les autorités de la Tchéka. 
En 1921, la commission extraordinaire de la peinture pour la Tchouvachie a attribué le tableau au musée central de Tchouvachie. 
En 2010, le tableau a été exposé par la galerie Tretiakov à Moscou du 15 octobre 2010 au 20 mars 2011.
En juin 2018, Les Pissenlits et d'autres œuvres ont été prises en charge par le Centre Igor Grabar de restauration scientifique et artistique de Russie pour les restaurer.
À la Galerie Tretiakov, pour le centième anniversaire de l'autonomie de la Tchouvachie en mars 2020, une exposition de tableaux a été organisée parmi lesquels on trouvait Les Pissenlits.

## Description
Sur un fond gris dégradé, les pissenlits contrastent par leur luminosité. Certains ont des fleurs jaunes et d'autres des aigrettes blanches. Les fleurs sont coupées et placées dans un vase d'argile.